# Октябрьская всеобщая политическая стачка
Октябрьская всеобщая (всероссийская) политическая стачка — первое общероссийское политическое выступление рабочих и служащих, один из ключевых эпизодов Революции 1905—1907 годов в России. Бастовали более 2 миллионов человек. Проходила под лозунгами свержения самодержавия, завоевания демократических свобод, а также с экономическими требованиями. Стачка стала главной причиной издания Николаем II Манифеста 17 октября.